# 星の子ペンキィ
「星の子ペンキィ」（ほしのこペンキィ）は、森田克子の楽曲。
1978年6月 - 7月にNHKの『みんなのうた』で放送された。
1979年にキングレコードから発売されたLP『NHK「みんなのうた」より Vol.16』（SKM-2318）に収録されている。